# ミハイ・グラウレ
ミハイ・グラウレ（Mihai Graure、2003年1月9日 - ）は、スーペルリーガ、CSディナモ・ブクレシュティに所属するラグビーユニオン選手。

## プロフィール
- ルーマニア出身[1]。
- ポジションはセンター(CTB)。
- 身長 185cm、体重 102kg
- U20ルーマニア代表に選ばれたことがある。
- ルーマニア代表キャップは8（2025年2月現在）。

## 略歴
2022年、CSディナモ・ブクレシュティに加入。
2023年9月、ラグビーワールドカップ2023のルーマニア代表に追加召集された。